# Импиријал (Небраска)
Импиријал (енгл. Imperial) град је у америчкој савезној држави Небраска.

## Демографија
По попису из 2010. године број становника је 2.071, што је 89 (4,5%) становника више него 2000. године.
| Група             | 2000.         | 2010.         |
| Белци             | 1.871 (94,4%) | 1.735 (83,8%) |
| Афроамериканци    | 1 (0,1%)      | 1 (0,0%)      |
| Азијати           | 3 (0,2%)      | 2 (0,1%)      |
| Хиспаноамериканци | 102 (5,1%)    | 318 (15,4%)   |
| Укупно            | 1.982         | 2.071         |